# 20 caras bonitas
20 caras bonitas  es el tercer álbum de estudio del grupo argentino de pop rock y new wave, llamado  Suéter.
Fue publicado en el año 1985, bajo el sello Interdisc. Este disco fue producido por Charly García y cuenta con los éxitos más famosos que tuvo la banda en su apogeo y fue una de sus más elaboradas producciones artísticas.
Musicalmente se aprecia una madurez del grupo, en cierta medida provocada por la mano de Charly, y Suéter deja el sonido de la música divertida de sus anteriores álbumes y toma un sonido synthpop sofisticado.

## Historia

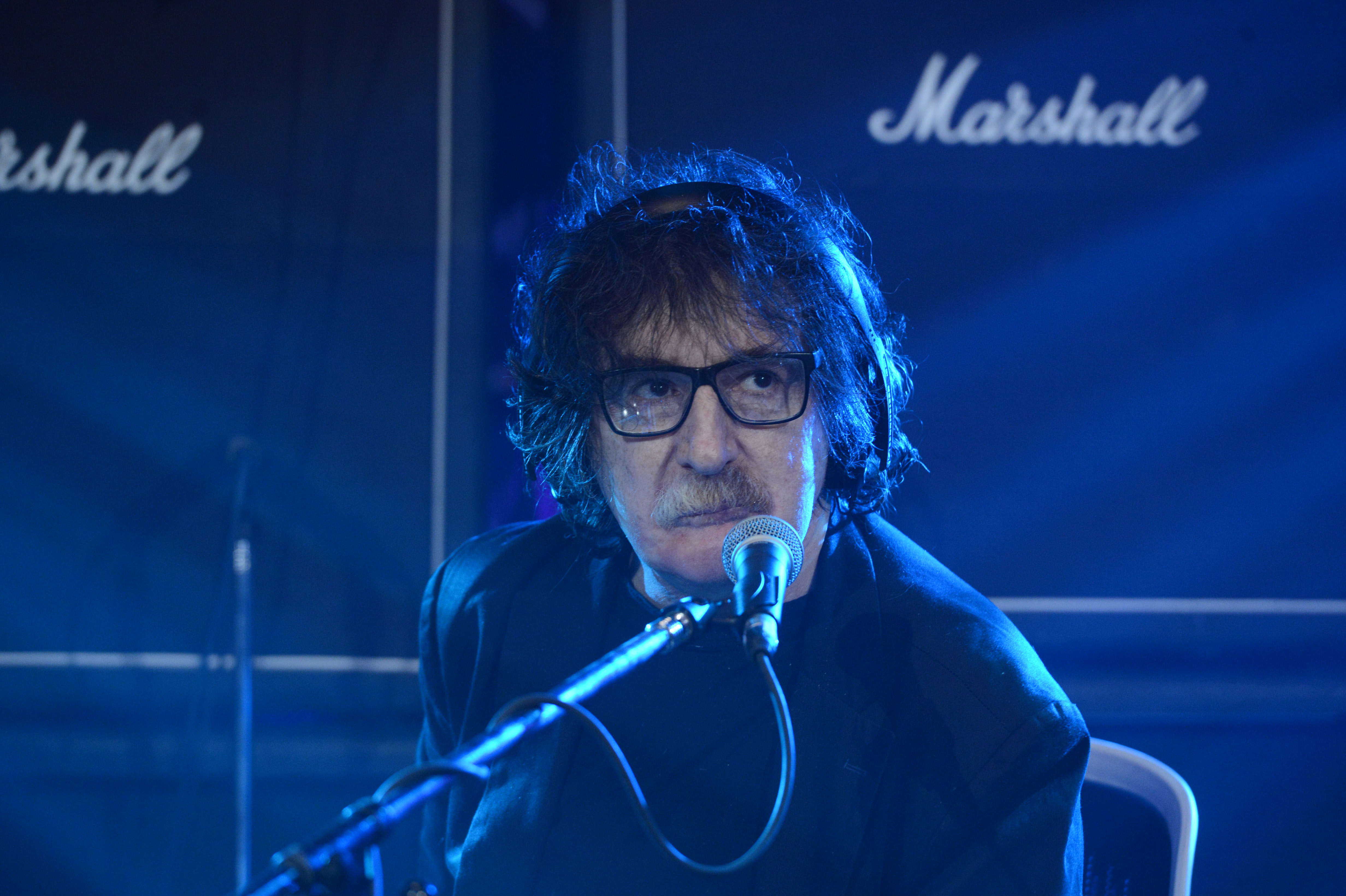
Charly García fue productor del disco y colaboró en algunas canciones.

Pese a que contiene éxitos como el reggae, «Él anda diciendo» y «Comiendo gefilte fish», no tuvo tanta repercusión como su predecesor Lluvia de gallinas (1984). A pesar de ello, de este material, sobresale el hit «Vía México», canción que hablaba de la ilegalidad del divorcio, ley que se implementó en la Argentina dos años más tarde. 
Este trabajo sería el último del guitarrista cofundador del grupo, Jorge Minissale, tras desavenencias con Charly García, debido en parte a que García no permitió que un gran número de canciones de Minissale estuvieran en el disco, solo por excepción «Pánico en la ciudad», es la única que figura como acreditada por Minissale en todo el álbum. 
Años más tarde, Minissale diría:

Cuando Charly se puso a escuchar, me saltaron todas las alarmas. Me dijo: "Tus temas son de otro disco"; los eliminó y se cayó todo mi castillo de naipes.

Tras su salida, sería reemplazado por José Luis "Sartén" Asaresi en guitarra e ingresaría Alejandro Desilvestre en teclados.

## Sobre el disco
Según el líder de la agrupación, Miguel Zavaleta, este álbum fue el más difícil de grabar y producir:  

El tercer disco de Suéter fue «20 caras bonitas», disco absolutamente caótico en su hechura. Fue grabado en 1985, entre desencuentros muy profundos en materia musical, tanto es así que se grabaron alrededor de 18 canciones, 9 de un estilo y 9 de otro completamente distinto.

En mi ánimo estaba dejar seguir la situación sin intervenir, una especie de lento suicidio, y confiar que iba a estar todo bien de alguna manera, y así se terminó. Luego de usar cientos de horas de estudio al final era como un disco de  Dr. Jekyll y Mr. Hyde y así lo entregué sabiendo que estaba todo mal; de hecho ni a mis propios temas los había producido bien. En ese momento aparece Charly García y produce nuevamente las mezclas dejando de lado 1 de los 2 estilos. Así es como quedan casi la totalidad de mis canciones, cuando en realidad pensaba que tenían más chances las otras, algunas muy buenas y muy bien producidas, pero al final por lo menos y también homogeneizado por la mezcla de Charly salió a la venta un disco coherente, que no produjo demasiado revuelo.
Lo que no me imaginaba es que iba a ser relanzado al año siguiente aprovechando la coyuntura de la ley de divorcio y mi canción «Vía México», bue... el destino es así.
Hay canciones que me gustan y la mano de Charly se nota brillante por momentos.

Es un grato recuerdo de aceptación popular lo que no es poco.
 Miguel Zavaleta.

## Lista de canciones
| N.º   | Título                                               | Escritor(es)                            | Duración |  |
| 1.    | «Elefantes en el techo»                              | Gustavo Donés                           | 04:25    |  |
| 2.    | «Él anda diciendo»                                   | Miguel Zavaleta                         | 04:04    |  |
| 3.    | «Noche sin regreso»                                  | Miguel Zavaleta /Alem                   | 03:26    |  |
| 4.    | «Vía México»                                         | Miguel Zavaleta/Fabián Quintiero        | 03:28    |  |
| 5.    | «Jugo de tomate frío»                                | Javier Martínez/Adaptación de Suéter    | 03:03    |  |
| 6.    | «Impulsado siempre a vos»                            | Miguel Zavaleta/Fabián Quintiero        | 04:01    |  |
| 7.    | «Comiendo gefilte fish»                              | Miguel Zavaleta                         | 03:55    |  |
| 8.    | «Fotos de una jaula»                                 | Miguel Zavaleta                         | 05:21    |  |
| 9.    | «Pánico en la ciudad»                                | Jorge Minissale                         | 03:37    |  |
| 10.   | «Río de Janeiro, capital de Argentina (Sud América)» | Miguel Zavaleta/Espondaburu/Desilvestre | 06:25    |  |
| 37:29 |                                                      |                                         |          |  |

## Personal
- Miguel Zavaleta: Voz y teclados
- Gustavo Donés: Bajo, guitarra y coros
- Jorge Minissale: Guitarra y voz
- Alejandro Desilvestre: Teclados (invitado)
- Claudio Pato Loza: Batería

## Curiosidades del álbum
- Se puede escuchar a Charly García en los coros de la adaptación libre de la canción «Jugo de tomate frío», compuesta por Javier Martínez.